# Marquesado de la Vega de Boecillo
El marquesado de la Vega de Boecillo es un título nobiliario español creado por el rey Felipe IV, el 4 de febrero de 1663 a favor de Baltasar de Ribadeneira y Zúñiga,
La denominación del título se refiere a la vega del municipio de Boecillo en la provincia de Valladolid.

## Marqueses de la Vega de Boecillo
|                                  | Titular                                             | Periodo                |
| Creación por Felipe IV           | Creación por Felipe IV                              | Creación por Felipe IV |
| -------------------------------- | --------------------------------------------------- | ---------------------- |
| I                                | Baltasar de Ribadeneira y Zúñiga                    | 1663-1710              |
| II                               | Alonso de Ribadeneira y Niño                        | 1710-a. 1723           |
| III                              | Casilda Teresa de Ribadeneira                       | a. 1723-1724           |
| IV                               | Joaquín Isidro Lesquina Ordóñez Navarro y Espinosa  | 1724-¿?                |
| V                                | María de la Portería Lesquina y Gasca y Ribadeneira | ¿?-1802                |
| VI                               | Joaquín Crespí de Valldaura y Lesquina              | 1802-1814              |
| VII                              | Esteban Crespí de Valldaura y Carvajal              | 1814-1819              |
| VIII                             | Joaquín Crespí de Valldaura y Carvajal              | 1848-1867              |
| IX                               | Agustín Crespí de Valldaura y Caro                  | 1868-1893              |
| X                                | Joaquín Crespí de Valldaura y Fortuny               | 1894-1920              |
| XI                               | Joaquín Crespí de Valldaura y Caro                  | 1920-1937              |
| XII                              | Carlos Crespí de Valldaura y Caro                   | 1937-1943              |
| Rehabilitación por Juan Carlos I |                                                     |                        |
| XIII                             | Gonzalo Crespí de Valldaura y Bosch-Labrús          | 1968-1982              |
| XIV                              | Esteban Crespí de Valldaura y Cardenal              | 1982-actual titular    |

## Historia de los marqueses de la Vega de Boecillo
- Baltasar de Ribadeneira y Zúñiga[a] (Madrid, c. 1624-Madrid, 4 de enero de 1710[3]), I marqués de la Vega de Boecillo,[1] caballero de la Orden de Santiago y consejero de Hacienda. Era hijo de Alonso Nelli de Ribadeneira (1601-1662), caballero de la Orden de Santiago y de Catalina de Zúñiga. Sus abuelos paternos fueron Hernando de Ribadeneira y Damiana Nelli, hija de Fabio Nelli, banquero vallisoletano, y Violante de Ribadeneira. Los abuelos maternos fueron Catalina de Zúñiga, hija de Álvaro de Zúñiga, natural de Lima, y Antonia Juana de Santisteban y Tejada.[4]

Casó con Inés Niño de Castro y Acuña. Sucedió su hijo:
- Alonso de Ribadeneira y Niño (m. antes de 1723), II marqués de la Vega de Boecillo.[5]

Casó, el 19 de julio de 1676, con Melchora Zapata y Zapata, VI condesa de Barajas. Sin descendencia, sucedió su hermana:
- Casilda Teresa de Ribadeneira y Niño (m. 5 de febrero de 1724), III marquesa de la Vega de Boecillo.[6][7]

Casó, el 3 de diciembre de 1687, con Ángel Manrique de Lara, IV conde de las Amayuelas. Sucedió:
- Joaquín Isidro Lesquina Ordóñez Navarro y Espinosa, IV marqués de la Vega de Boecillo, regidor perpetuo y vecino de Ávila.[8][9] Era hijo de Pedro Lesquina Navarro, regidor de Ávila, y de Inés de Espinosa y Ribadeneira. Heredó el mayorazgo y título, por pleito sucesorio, siendo su cuarta antepasada Gracia de Ribadeneyra, casada con Diego de Espinosa, de Martín Muñoz de las Posadas, y Gracia hija del fundador del mayorazgo de Ribadeneyra, Hernando de Ribadeneyra, bisabuelo del I marqués. [8]Escudo de María de la Portería de Lesquina y Gasca de Ribadeneira, marquesa de la Vega de Boecillo

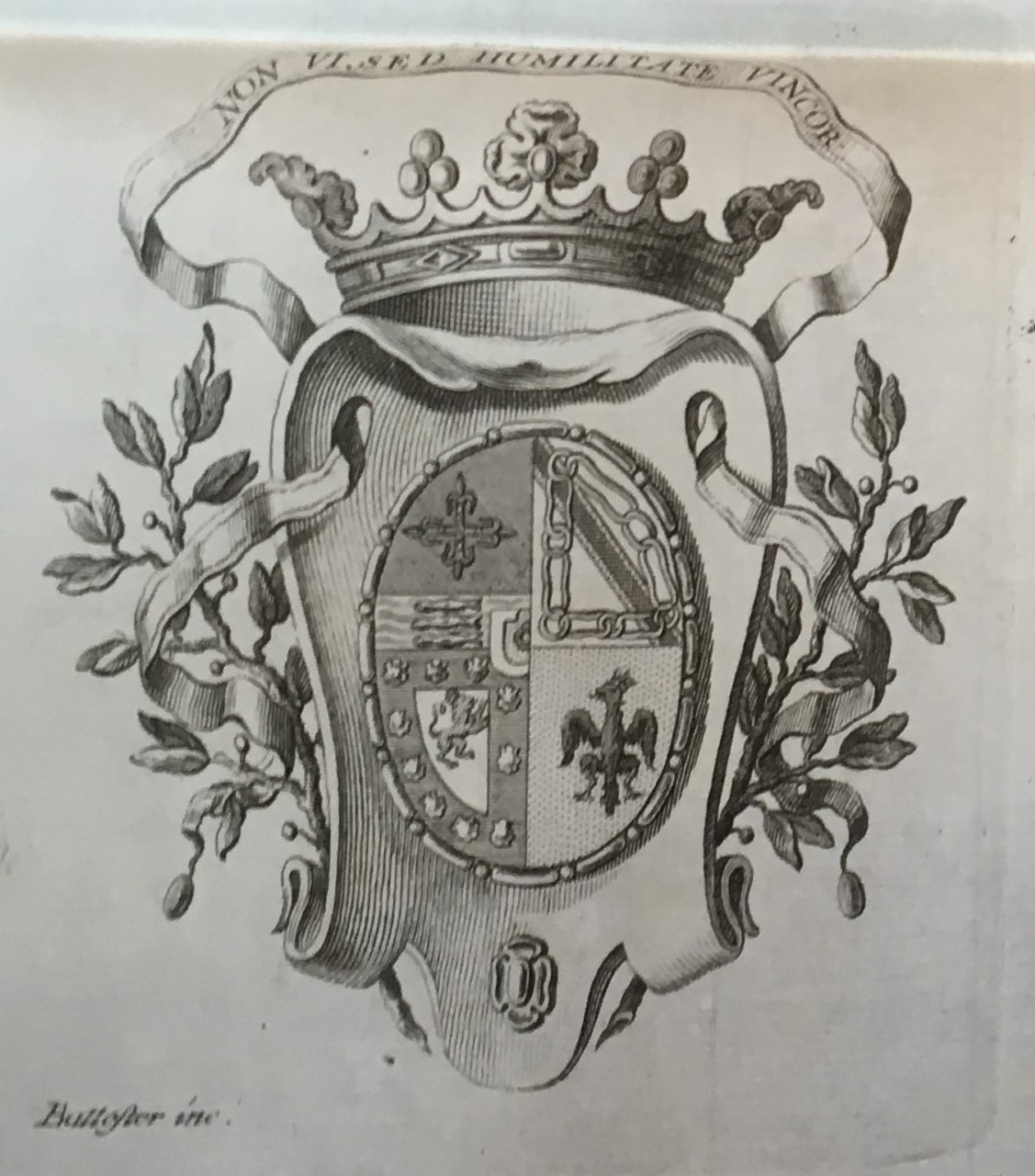
Escudo de María de la Portería de Lesquina y Gasca de Ribadeneira, marquesa de la Vega de Boecillo

Casó con María Lorenza Gasca de la Vega y Alonso,  hija de Diego Gasca de la Vega y Dávila, I marqués de Revilla, III marqués de los Aguilares, y conde de Villalvilla en Italia, y de María Lorenzo Alonso y Blanco de Salcedo. Sucedió su hija:
- María de la Portería Lesquina y Gasca y Ribadeneira (Valladolid, 9 de junio de 1737-1802),[12] V marquesa de la Vega de Boecillo[b][13] y vizcondesa de la Laguna.

Casó, el 28 de septiembre de 1752, con Cristóbal Crespí de Valldaura y Hurtado de Mendoza (Valencia, 7 de enero de 1706-2 de junio de 1778), IX conde de Castrillo, grande de España, V conde de Sumacárcer, VII conde de Serramagna,  XII conde de Orgaz, VII marqués de Villasidro, V marqués de las Palmas, XI barón de la Joyosa-Guarda y XV barón de Callosa. Sucedió su hijo:

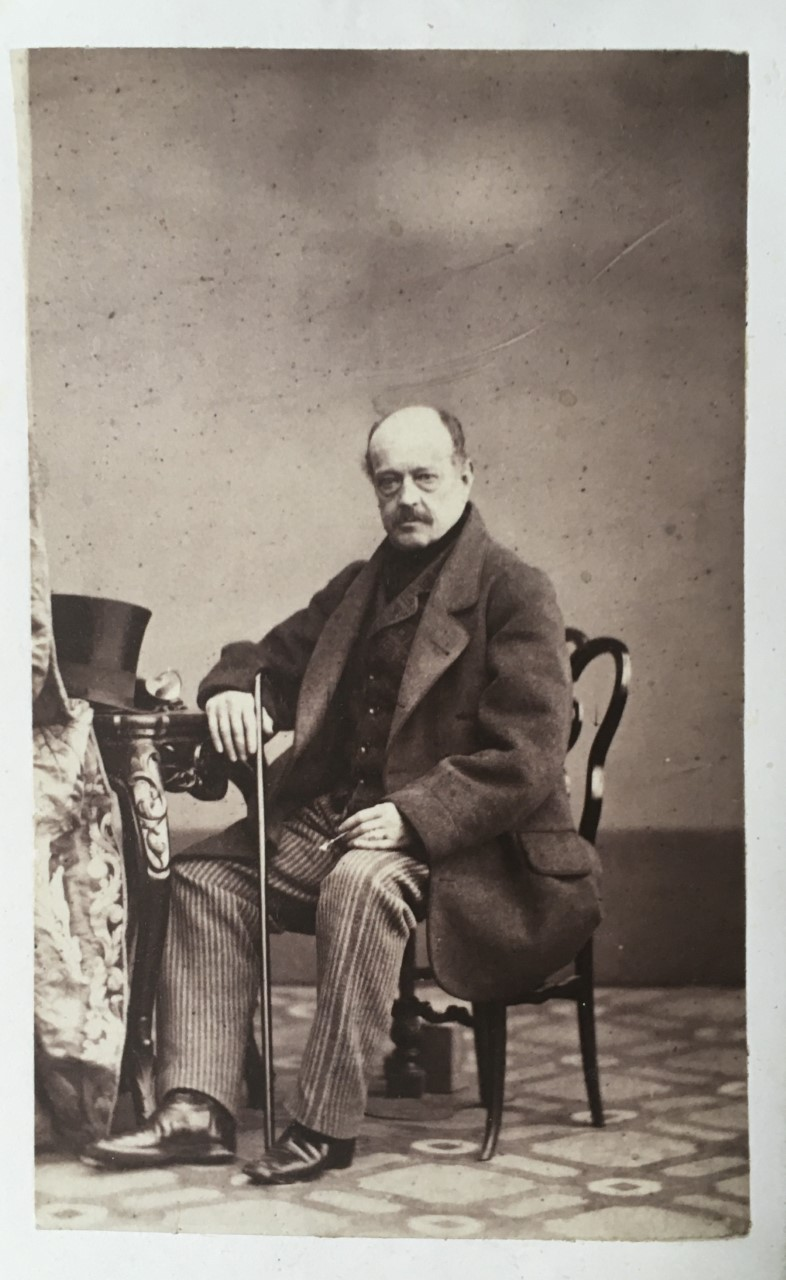
Joaquín Crespí de Valldaura y Carvajal, por Alonso Martínez.

- Joaquín Crespí de Valldaura y Lesquina (Valencia, 25 de febrero de 1768-Valencia 22 de julio de 1814), VI marqués de la Vega de Boecillo,[16] X conde de Castrillo,[14] XIII conde de Orgaz,[15] VI conde de Sumacárcer,[13] VIII conde de Serramagna,[13] VIII marqués de Villasidro,[13] VI marqués de las Palmas,[13] XII barón de la Joyosa-Guarda y XVI barón de Callosa.[13]

Contrajo matrimonio en Madrid, el 9 de septiembre de 1788, con Francisca Carvajal Lancáster y Gonzaga Caracciolo (Madrid, 11 de diciembre de 1769-Madrid, 27 de noviembre de 1814). Le sucedió su hijo:
- Esteban Crespí de Valldaura y Carvajal (Madrid, 3 de junio de 1895-Madrid, 31 de marzo de 1819), VII marqués de la Vega de Boecillo, XI conde de Castrillo,[17] XIV conde de Orgaz,[15] VII conde de Sumacárcer,[13] VII marqués de las Palmas, barón de la Joyosa-Guarda, barón de Callosa y vizconde de la Laguna. Le sucedió su hermano:

- Joaquín Crespí de Valldaura y Carvajal (Madrid, 28 de septiembre de 1804-Madrid, 5 de diciembre de 1867), VIII marqués de Vega de Boecillo,[18][19] XII conde de Castrillo,[17] XV conde de Orgaz,[15] VIII conde de Sumacárcer,[13] IX marqués de las Palmas, barón de la Joyosa-Guarda, XV barón de Callosa y vizconde de la Laguna.

Casó en 1821 con Margarita Caro y Salas (Palma de Mallorca, 29 de octubre de 1803-Madrid,15 de septiembre de 1857). Le sucedió su hijo:

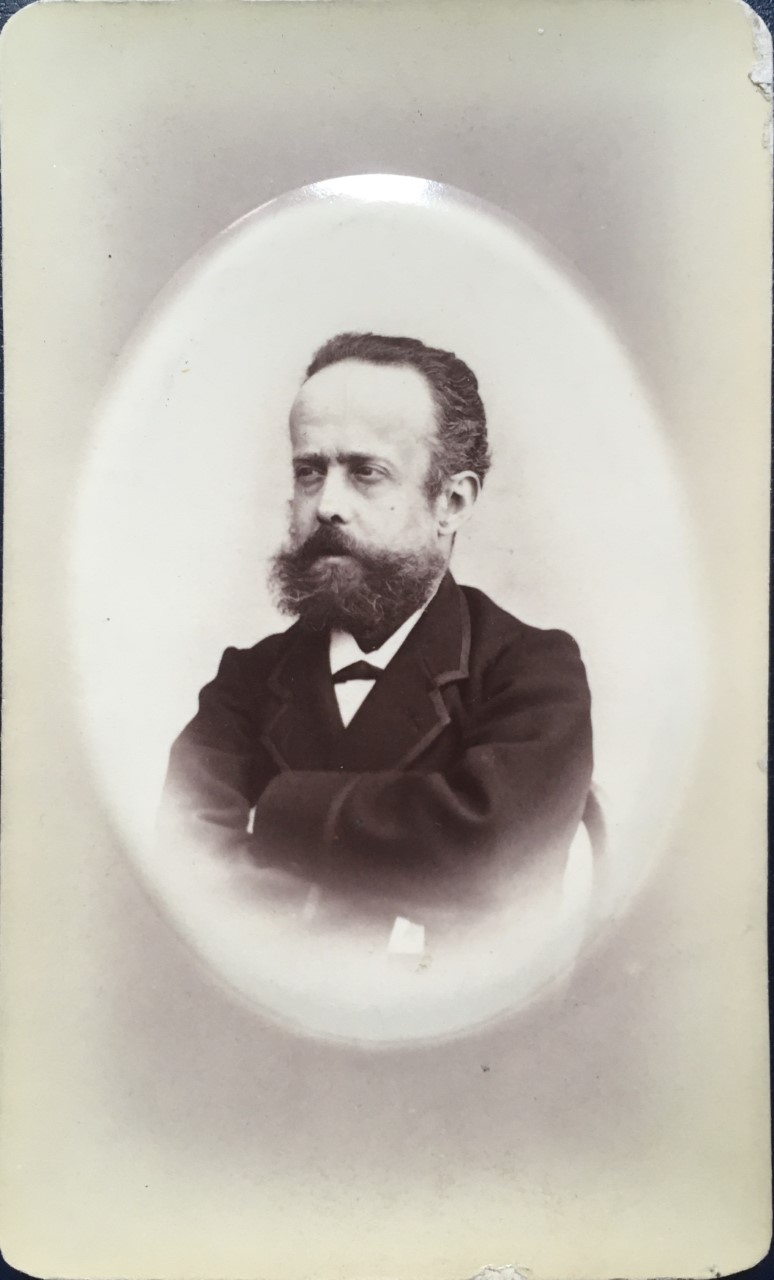
Agustín Crespí de Valldaura y Caro, VI marqués de la Vega de Boecillo

- Agustín Crespí de Valldaura y Caro (Valencia, 14 de enero de 1833-Madrid, 17 de diciembre de 1893), IX marqués de la Vega de Boecillo,[20] XIII conde de Castrillo, grande de España,[21] XV conde de Orgaz[15] y IX conde de Sumacárcer.[22]

Casó en 1857 en Palma de Mallorca, con Margarita de Fortuny y Veri (1840-1910). Le sucedió su hijo:
- Joaquín Crespí de Valldaura y Fortuny (27 de diciembre de 1868-12 de marzo de 1920), X marqués de la Vega de Boecillo[23] y coronel de caballería.[23]

Casó, el 8 de enero de 1900, en Madrid, con Beatriz Caro y del Arroyo, hija de Joaquín Caro y Álvarez de Toledo I conde de Peña Ramiro (nueva concesión en 1871), y de su esposa María del Arroyo y Moret, asesinada el 28 de abril de 1937 junto con sus hijos Joaquín y Margarita Crespí de Valldaura y Caro durante la guerra civil española. También en otras fechas, fueron asesinados sus hijos Agustín y Alonso. Sucedió su hijo:
- Joaquín Crespí de Valldaura y Caro (28 de marzo de 1901-28 de abril de 1937), XI marqués de la Vega de Boecillo,[25] comandante de caballería.[23][c]

- Carlos Crespí de Valldaura y Caro (1908-15 de julio de 1943), XII Marqués de la Vega de Boecillo.[26]

Casó con Carmen Maqueda Petriz. Sin descendencia.
Rehabilitado en 1968 por el biznieto del IX marqués
- Gonzalo Crespí de Valldaura y Bosch-Labrús (Madrid, 25 de marzo de 1936-Madrid, 25 de febrero de 2022),[27] XIII marqués de Vega de Boecillo,[22] XIII conde de Sumacárcer, XVII conde de Castrillo,[21][28] XX conde de Orgaz,[15] XI conde de Serramagna,[22][29] X marqués de Villasidro,[30] XVIII barón de Callosa,[13] y barón de la Joyosa-Guarda. Fue el fundador de la ONG Ayuda en Acción, presidente de la asamblea española de la Orden de Malta, historiador y presidente de la Asociación Internacional de Bibliófilos y de la Fundación de Amigos de la Biblioteca Nacional de España.[31]

Casó el 13 de octubre de 1959 con María Eugenia Cardenal y de Caralt (n. Barcelona, 20 de marzo de 1938). Sucedió en 1982, por distribución, su hijo:
- Esteban Crespí de Valldaura y Cardenal (n. Barcelona, 19 de junio de 1963), XIV marqués de la Vega de Boecillo.[22]

Casó, el 18 de noviembre de 1993, en Pamplona, con Blanca de Ybarra y Elío. Padres de: Juan (n. Madrid, 26 de mayo de 1995) y Mariana Crespí de Valldaura y Cardenal (Madrid, 9 de agosto de 1996).